# 鄧頓溫泉 (科羅拉多州)
鄧頓溫泉（英語：Dunton Hot Springs）是位於美國科羅拉多州多洛雷斯縣的一個非建制地區。該地的面積和人口皆未知。

## 地理
鄧頓溫泉的座標為37°46′17″N 108°05′34″W / 37.77139°N 108.09278°W，而該地的平均海拔高度為2621米（即8600英尺）。